# Campeonato Brasileiro Série A 2015
Campeonato Brasileiro Série A 2015 var 2015 års säsong av den högsta nationella serien för fotboll i Brasilien. Totalt deltog 20 lag i serien och alla lag mötte varandra två gånger, en gång på hemmaplan och en gång på bortaplan, vilket innebar 38 omgångar per lag. Serien spelades mellan maj och december 2015. De fyra främsta lagen kvalificerade sig för Copa Libertadores 2016, dessutom fick vinnaren av Copa do Brasil 2015 en plats till Copa Libertadores.

## Kvalificering till internationella turneringar
- Copa Libertadores 2016
  - Vinnaren av Copa do Brasil 2015:
  - Vinnaren av Série A: Corinthians
  - Tvåan i Série A:
  - Trean i Série A:
  - Fyran i Série A:

## Tabell
Totalt 20 lag deltog och alla lag mötte de andra lagen två gånger - hemma och borta - vilket gav totalt 38 matcher per lag. De fyra främsta lagen kvalificerade sig för Copa Libertadores 2016 tillsammans med vinnaren av Copa do Brasil 2015.
| Nr | Lag                 | S  | V  | O  | F  | GM | IM | MS  | P  |
| -- | ------------------- | -- | -- | -- | -- | -- | -- | --- | -- |
| 1  | Corinthians         | 38 | 24 | 9  | 5  | 71 | 31 | +40 | 81 |
| 2  | Atlético Mineiro    | 38 | 21 | 6  | 11 | 65 | 47 | +18 | 69 |
| 3  | Grêmio              | 38 | 20 | 8  | 10 | 52 | 32 | +20 | 68 |
| 4  | São Paulo           | 38 | 18 | 8  | 12 | 53 | 47 | +6  | 62 |
| 5  | Internacional       | 38 | 17 | 9  | 12 | 39 | 38 | +1  | 60 |
| 6  | Sport               | 38 | 15 | 14 | 9  | 53 | 38 | +15 | 59 |
| 7  | Santos              | 38 | 16 | 10 | 12 | 59 | 41 | +18 | 58 |
| 8  | Cruzeiro            | 38 | 15 | 10 | 13 | 44 | 35 | +9  | 55 |
| 9  | PalmeirasCB         | 38 | 15 | 8  | 15 | 60 | 51 | +9  | 53 |
| 10 | Ponte Preta         | 38 | 13 | 12 | 13 | 41 | 40 | +1  | 51 |
| 11 | Atlético Paranaense | 38 | 14 | 9  | 15 | 43 | 48 | −5  | 51 |
| 12 | Flamengo            | 38 | 15 | 4  | 19 | 45 | 53 | −8  | 49 |
| 13 | Fluminense          | 38 | 14 | 5  | 19 | 40 | 49 | −9  | 47 |
| 14 | Chapecoense         | 38 | 12 | 11 | 15 | 34 | 44 | −10 | 47 |
| 15 | Coritiba            | 38 | 11 | 11 | 16 | 30 | 42 | −12 | 44 |
| 16 | Figueirense         | 38 | 11 | 10 | 17 | 36 | 50 | −14 | 43 |
| 17 | Avaí                | 38 | 11 | 9  | 18 | 38 | 60 | −22 | 42 |
| 18 | Vasco da Gama       | 38 | 10 | 11 | 17 | 28 | 54 | −26 | 41 |
| 19 | Goiás               | 38 | 10 | 8  | 20 | 39 | 48 | −9  | 38 |
| 20 | Joinville           | 38 | 7  | 10 | 21 | 26 | 48 | −22 | 31 |

CB: Kvalificerade till Copa Libertadores som vinnare av Copa do Brasil 2015.

Färgkoder:
     – Brasilianska mästare och kvalificerade för Copa Libertadores 2016.

     – Kvalificerade för Copa Libertadores 2016.

     – Nedflyttade till Série B 2016.